# Campionati mondiali di maratona canoa/kayak 2005
I Campionati mondiali di maratona canoa/kayak 2005 sono stati la 13ª edizione della manifestazione. Si sono svolti a Perth, in Australia, il 15 e il 16 ottobre 2005.

## Medagliere
| Pos.   | Paese         | Oro | Argento | Bronzo | Totale |
| ------ | ------------- | --- | ------- | ------ | ------ |
| 1      | Ungheria      | 3   | 3       | 1      | 7      |
| 2      | Spagna        | 2   | 2       | 2      | 6      |
| 3      | Gran Bretagna | 1   | 0       | 0      | 1      |
| 4      | Sudafrica     | 0   | 1       | 0      | 1      |
| 5      | Danimarca     | 0   | 0       | 1      | 1      |
| 5      | Polonia       | 0   | 0       | 1      | 1      |
| 5      | Nuova Zelanda | 0   | 0       | 1      | 1      |
| Totale | Totale        | 6   | 6       | 6      | 18     |

## Podi

### Uomini
| Evento | Oro                                         | Perform. | Argento                                   | Perform. | Bronzo                                                | Perform. |
| Canoa  |                                             |          |                                           |          |                                                       |          |
| C-1    | Edvin Csabai                                | 2h20'02" | José Alfredo Bea                          | 2h20'16" | Attila Györe                                          | 2h23'16" |
| C-2    | Ungheria Edvin Csabai Attila Györe          | 2h12'10" | Ungheria Gábor Fürdök Csaba Hüttner       | 2h14'17" | Spagna Ramón Ferro Óscar Graña                        | 2h14'35" |
| K-1    | Manuel Busto Fernández                      | 2h34'37" | Emilio Merchán                            | 2h34'40" | Ben Fouhy                                             | 2h35'54" |
| K-2    | Spagna Manuel Busto Fernández Oier Aizpurua | 2h24'43" | Ungheria Viktor Szakaly Krisztian Szigeti | 2h24'44" | Spagna Jorge Alonso González Santiago Guerrero Arroyo | 2h28'06" |

### Donne
| Evento | Oro                                  | Perform. | Argento                               | Perform. | Bronzo                                   | Perform. |
| Canoa  |                                      |          |                                       |          |                                          |          |
| K-1    | Anna Hemmings                        | 2h16'20" | Vivien Follath                        | 2h17'14" | Barbara Przybylska                       | 2h17'42" |
| K-2    | Ungheria Renata Csay Kornelia Szonda | 2h09'38" | Sudafrica Donia Kamstra Alexa Lombard | 2h09'39" | Danimarca Mette Barfod Anne Lolk Thomsen | 2h09'43" |